# Рат и мир (филмски серијал)
Рат и мир (рус. Война и мир) је совјетски ратни драмски филм из 1966–67, чији је косценарист и режирао Сергеј Бондарчук, адаптиран по роману Лава Толстоја из 1869. Рат и мир. Филм, објављен у четири наставка током 1966. и 1967. Бондарчук је у главној улози играо Пјера Безухова, поред Вјачеслава Тихонова и Људмиле Савељеве, који су приказивали принца Андреја Болконског и Наташу Ростову.
Филм је продуцирао Мосфилм студио између 1961. и 1967. године, уз значајну подршку совјетских власти и Совјетске армије која је обезбедила стотине коња и преко десет хиљада војника као статисте. По цени од 8,29 милиона рубљи – што износи 9,21 милион долара по стопи из 1967. године, или 60–70 милиона долара према прекалкулацији за 2019. годину, рачунајући инфлацију рубље. Био је то најскупљи филм снимљен у Совјетском Савезу. Након објављивања, постигао је успех код публике, и остварио је продају 135 милиона биоскопских улазница у СССР-у. Рат и мир је такође освојио Гран при на Московском међународном филмском фестивалу, награду Златни глобус за најбољи филм на страном језику и Оскара за најбољи филм на страном језику. Од свог објављивања, филм се често сматрао највећим епским филмом икада снимљеним, а многи тврде да је његова монументална продукција непоновљива и јединствена у историји филма.

## Заплет

### I део: Андреј Болконски
У Санкт Петербургу 1805. године, Пјер Безухов, ванбрачни син богатог племића, представљен је високом друштву. Његов пријатељ, кнез Андреј Болконски, придружује се царској руској војсци као ађутант генерала Михаила Кутузова у рату Треће коалиције против Наполеона. Пошто га Пјеров отац препознаје, Пјер привлачи наклоност Хелене Курагине и ожени се њом, да би кроз гласине сазнао да је била неверна и да је спавала са Фјодором Долоховим, интимним лицем Хелениног брата Анатола. У међувремену, Андреј учествује у неуспешној кампањи у Аустрији, где је сведок битке код Шенграберна и битке код Аустерлица, тешко је рањен и грешком сматран мртвим. Он се враћа на очево имање у периоду да сведочи како његова жена Лиза умире на порођају.

### II део: Наташа Ростова (Војна и мир: Наташа Ростова)
Крајем 1809. Наташа, млада грофова ћерка, долази на свој први бал са 16 година. Андреј Болконски се заљубљује у њу и намерава да је ожени, али његов отац захтева да сачекају. Андреј путује у иностранство, а Наташа очајнички жуди за њим. Али тада упознаје згодног Анатола Курагина који се заљубљује у њу и прати је са пуно страсти. Преплављена Наташа одлучује да јој је он дражи од Андреја. У последњем тренутку, она се каје због свог избора и одустаје од планова да побегне са Анатолом. Међутим, Андреј је чуо за њене планове и изјављује да је њихова веридба завршена. Наташа доживљава нервни слом. Пјер, покушавајући да је смири, изненада објављује да је воли.

### III део: Година 1812
1812. године Наполеонова армија напада Русију. Цар је именовао фелдмаршала Кутузова да брани земљу. Кутузов тражи од Андреја да му се придружи као штабни официр, али он тражи команду на терену. Пјер се приближава бојном пољу предстојећег сукоба између војски током Бородинске битке, добровољно се јавља да помогне у артиљеријској батерији. Андрејева јединица чека као део резерви, али је погођен гранатом и и он и Анатоли су тешко рањени. У бици учествују стотине хиљада војника, хиљаде коња, стотине топова који пуцају са обе стране. Француска војска приморава руску војску да се повуче остављајући Москву незаштићену. Наполеон напредује на Москву.

### IV део: Пјер Безухов
Док Руси који се повлаче пале Москву, Ростови беже са свог имања, водећи са собом рањене војнике, без знања и Андреја. Пјер, обучен као сељак, покушава да убије Наполеона, али бива заробљен. Пошто су Французи приморани да се повуку, он је месецима марширао са Великом армијом, док га партизани не ослободе. Француске армије су поражене од фелдмаршала Кутузова у бици код Красноја. Андреј је препознат и доведен на своје имање. Он опрашта Наташи на самрти. Она се поново уједињује са Пјером док се Москва обнавља.

## Глумачка подела
- Сергеј Бондарчук као Пјер Безухов
- Људмила Савељева као Наташа Ростова
- Вјачеслав Тихонов као Андреј Болконски
- Борис Закхава као Михаил Кутузов
- Анатолиј Кторов као Николај Болконски
- Антонина Шуранова као Марија Болконскаја
- Олег Табаков као Николај Ростов
- Виктор Станитсин као Иља Ростов
- Кира Головко као Наталија Ростова
- Ирина Скобцева као Хелене Курагина
- Василиј Лановој као Анатол Курагин
- Ирина Губанова као Соња Ростова
- Олег Јефремов као Фјодор Долохов
- Едвард Марцевич као Борис Друбецкој
- Александар Борисов као ујак Ростов
- Николај Рибников као Василиј Денисов
- Виктор Мурганов као Александар I од Русије
- Лариса Борисенко као госпођа Буриен
- Георгиј Миљар као Морел
- Нона Мордјукова као Анисија
- Ана Тимирјова као старица
- Борис Хмељницки као ађутант Болконског
- Валери Јеремичев као Александар Остерман Толстој
- Борис Смирнов као Василиј Курагин
- Николај Толкачов као Кирил Безухов
- Џема Фирсова као Катише Мамонтова
- Михаил Храбров као Платон Каратајев
- Николај Трофимов као Тушин
- Владислав Стржелчик као Наполеон
- Јанис Грантинс као Лудвиг фон Волзоген
- Џ. Ејзенталс као Карл фон Клаузевиц
- Галина Кравченко као Марија Карагина
- Борис Молчанов као Луј Никола Даву
- Лев Пољаков као Жак Лористон
- Родион Александров као Александар Балашов
- Анастасија Вертинскаја као Лиза Болконскаја
- Ђули Чохонелидзе као Петар Багратион
- Вадим Сафронов као Фрањо II
- Жан Клод Балард као Рамбал
- Јелена Тјапкина као Марија Дмитријевна
- Сергеј Јермилов као Петја Ростов
- Никита Михалков као двојник Петје Ростова током лова (некредитовано)
- Хербертс Зомерс као гроф Бенингсен
- Николај Бубнов као Карл Мак фон Лајберих
- Ангелина Степанова као Анна Сцхерер
- Ервин Кнаусмилер као Франц фон Вејротер
- Михаил Погоржелски као Мајкл Андреас Баркли де Толи
- Леонид Видовски као Паиси Кајсаров
- Николај Гринко као Десал

## Продукција

### Почетак
Августа 1959. у Совјетском Савезу је пуштена америчко-италијанска копродукција краља Видора Рат и мир, која је привукла 31,4 милиона гледалаца и стекла широку позитивну афирмацију. Предстојећа 150. годишњица француске инвазије 1812. године, као и светски успех Видорове адаптације руског националног епа – у време када су се СССР и Сједињене Америчке Државе такмичили за престиж – мотивисали су совјетског министра културе Јекатерину Фурцеву да почне планирање локалне слике по роману Лава Толстоја. У отвореном писму које се појавило у совјетској штампи, потписаном од стране многих филмских стваралаца у земљи, стоји: „Питање части за совјетску биоскопску индустрију је да произведе слику која ће надмашити америчко-италијанску по својим уметничким вредностима и аутентичност“. Према Шпигелу, Бондарчуков је требало да послужи као "контраудар" Видору.
Током 1960. неколико водећих совјетских редитеља предложило је себе да предводе пројекат, укључујући Михаила Рома и Сергеја Герасимова. Али убрзо је једини преостали кандидат био Иван Пирјев. Пошто је његов избор на ту функцију изгледао сигуран, неколико званичника у Министарству културе понудило је то четрдесетогодишњем Сергеју Бондарчуку, који је 1959. године завршио свој редитељски деби, Човекова судбина. Бондарчук није тражио ту позицију и није знао за предлог све док му није стигло писмо из Министарства, али је одлучио да га прихвати и да се бори са Пирјевим.
Федор Разаков је написао да су понуду Бондарчукову да режира договорили бројни Пирјевљеви непријатељи у естаблишменту, који су били одлучни да му не дозволе да добије уносан пројекат. Почетком фебруара 1961. министру је послато писмо којим се одобрава Бондарчук, које је потписало неколико истакнутих личности из биоскопске индустрије. У почетку, Фуртсева је одредила да ће оба кандидата упутити по једног пилота да буде прегледан пред комисијом. Међутим, Пирјев је убрзо повукао своју понуду. Раззаков је веровао да је то учинио након што је схватио да су му шансе мале: Бондарчук, чија је каријера почела тек током одмрзавања, представљао је генерацију младих редитеља које је промовисао Кремљ Никите Хрушчова да замени старе филмске ствараоце из Стаљинове ере. Крајем фебруара, након што је Пирјев признао, министар је одржао састанак и потврдио Бондарчуков статус редитеља.

### Развој
Владимир Сурин, генерални директор студија Мосфилм, послао је 3. априла 1961. године Фурцевој писмо у коме тражи да се одобри адаптација сценарија за филм у три дела заснованог на књижевном делу Рат и мир, као и да се додели 150.000 совјетских рубљи у средствима. Министар је 5. маја одговорио, овлашћујући почетак писања сценарија и одобравајући 30.000 рубаља. Тог дана је почео рад на филму.
Бондарчук је ангажовао Василија Соловјова, драмског писца, као свог помоћника за рад на сценарију. Њих двојица су касније променили ранију премису и одлучили да уместо три направе четири дела. Одлучили су да умање или потпуно искључе неколико Толстојевих заплета и тема, како филм не би био превише обиман: смањене су епизоде које се тичу Николаја Ростова и Марије Болконске, а Анатол Курагин је добио нешто бољи третман. Ауторови ставови о филозофији и историји су суштински редиговани.
Дирекција Мосфилма одобрила је завршен сценарио 27. фебруара 1962. године. Дана 20. марта, на пленуму у Министарству културе, којем су присуствовали Сурин и заменик председника Државног комитета за кинематографију Башаков, Фуртсева је одобрила сценарио и затражила од свих релевантних агенција да помогну продуцентима, укључујући и Министарство одбране, које је сматрано централно у пружању подршке пројекту.
Продуценти су именовали три војна саветника: армијски генерал Владимир Курасов постао је главни консултант филма, а помагао је и армијски генерал Маркијан Попов; Генерал-потпуковник Николај Осликовски је доведен као стручњак за коњицу. Совјетска армија би снабдевала хиљаде војника као статисте током снимања.
Више од четрдесет музеја дало је артефакте за потребе филма, као што су лустери, намештај и прибор за јело, како би се створио аутентичан утисак о Русији раног 19. века. Сашивене су хиљаде костима, углавном војних униформи које су се носиле у Наполеоновим ратовима  укључујући 11.000 војничких капа. Изливено је 60 застарелих топова и конструисано 120 вагона и колица за производњу.
Предвиђајући потребу за коњицом, линијски произвођач Николај Иванов и генерал Осилковски почели су да траже одговарајуће коње. Док су коњичке формације војске дуго биле укинуте, неколико јединица у Закавкаском војном округу и Туркестанском војном округу задржало је брдску артиљерију са коњском вучом. Поред њих, Министарство пољопривреде је поклонило девет стотина коња, а Московска градска полиција организовала је један одред из свог коњичког пука. Произвођачи су такође морали да организују псе за лов на вукове на имању Ростов. У почетку је било планирано да се користе руски хртови, како је приказано у роману. Шеснаест таквих је добијено од приватних власника, али пси нису имали искуства у лову и били су тешки за руковање. Коначно, мирисни пси које је обезбедило Министарство одбране потерали су вукове – које је обезбедило зоолошко одељење Државног студија за популарне научне филмове – док су их борзоји ухватили 

### Кастинг
Бондарчук је почео да држи аудиције у мају 1961. године. Олег Стриженов је добио главну улогу кнеза Андреја Болконског. Међутим, у пролеће 1962. године, непосредно пре почетка главне фотографије, Стриженов се предомислио након што је примљен у ансамбл Московског уметничког позоришта. Бондарчук се жалио Министарству културе. Фуртсева је разговарала са глумцем, али није успела да га убеди. Редитељ је тада покушао да ангажује Инокентија Смоктуновског, који је требало да игра у <i id="mwtQ">Хамлету</i> Григорија Козинцева. Након разматрања, Смоктуновски је прихватио Бондарчукову понуду, али је Козинцев искористио свој утицај у Министарству и вратио свог глумца. Као последње средство, Вјачеслав Тихонов је добио улогу. Први пут је стигао на сет средином децембра 1962, три месеца након почетка снимања.
Бондарчук је замислио лик Пјера Безухова као велику физичку снагу, у складу са његовим описом од Толстоја. Стога је улогу понудио олимпијском дизачу тегова Јурију Власову, па чак и вежбао са њим. Власов је убрзо одустао, рекавши режисеру да нема глумачке способности. Бондарчук се тада представио као протагониста. Његова супруга, глумица Ирина Скобцева, глумила је Хелен Курагину, Пјерову прву жену. Током снимања трећег и четвртог дела серије, новинар по имену Јуриј Девочкин, који је личио на редитеља, заменио га је у многим сценама.
Анастасија Вертинскаја, Људмила Гурченко и друге познате глумице желеле су да глуме Наташу Ростову, али је Бондарчук одабрао неискусну 19-годишњу балерину Људмилу Савељеву, која је недавно дипломирала на Академији руског балета Ваганова. Никита Михалков је добио улогу Наташиног млађег брата, Петју Ростова, али како је био у адолесценцији и брзо одрастао, морао је да напусти улогу у корист млађег Сергеја Јермилова. Ипак, његове сцене јахања коња током лова остале су у финалној верзији филма.
Тихонов је био најплаћенији члан глумачке екипе и добио је хонорар од 22.228 рубара за улогу Болконског. Бондарчук је зарадио 21.679 рубљра за режију и 20.100 за тумачење улоге Пјера. Савељева је зарадила 10,685. Р Већина осталих глумаца добила је мање од 3.000 рубара.

### Фотогографија
Пре почетка главног снимајућег блока, продуценти су одлучили да снимају на филмској траци 70 мм. филм широког формата и високе резолуције уместо стандардног 35 мм. Иако су размишљали да га купе од Кодака или од ОРВО-а у Немачкој Демократској Републици, на крају су одлучили да користе филмове совјетске производње произведене у Хемијској фабрици Шошта, како због финансијских недостатака, тако и због националног поноса. Директор фотографије Анатолиј Петрицки присетио се да је филм Шостка био „ужасног квалитета“ и да је често фотографисао секвенцу само да би открио да је филм неисправан. Ово – као и потреба да се покрије велика гомила из више углова – натерало је редитеља да понови многе сцене; неке од сложенијих битака снимљене су више од четрдесет пута. Према писању новинара Комерсанта Јевгенија Жирнова, Бондарчук је морао да поново сними више од 10% филмскоге материјаа због проблема са филмском траком (на којој су се тада снимали филмови); Жирнов је проценио да је то подигло трошкове производње за 10% до 15% или више.
Први директори филма, муж и жена Александар Шеленков и Ју-Лан Чен, у више наврата су се свађали са Бондарчуком. 20. маја 1963., пола године након што су почели да снимају, писали су Сурину, тражећи да више не раде као сниматељи и наводећи да је Бондарчук „диктирао без консултација са екипом“. Њихов 31-годишњи асистент Петрицки, који је раније снимио само један филм, постављен је на њихово место
Оператери су били пионири фотографских техника које никада раније нису коришћене у совјетској кинематографији. Ваздушне дизалице са камерама су подигнуте преко гарнитура како би се створио „поглед топовског ђула“. Приликом снимања Наташиног првог бала, оператер са ручном камером кружио је између статиста који плешу на ролерима. Сцене гужве снимане су дизалицама и хеликоптерима. Још једна нова карактеристика била је то што су звучни техничари користили шестоканални систем за снимање звука.

### Главна фотографија
Седмог септембра 1962. године, на 150. годишњицу Бородинске битке, почело је снимање. Прва снимљена сцена је приказивала погубљење осумњичених паликућа од стране француске војске, а снимљена је у Новодевичнем манастиру. После неколико дана, посада се преселила у Московски Кремљ на даљи рад. Касније тог месеца, лов на имању Ростова снимљен је у селу Богославское, у Јасногорском округу.
Првог децембра, Бондарчук и продукциони тим, са 150 вагона опреме, отпутовали су у Мукачево у Закарпатској области. Редитељ је планирао да тамо сними само две епизоде: Битку код Шенграберна и Битку код Аустерлица  Али због оштре зиме, нико од њих није могао бити стрељан. Бондарчук је ревидирао своје планове и одлучио да у Закарпатју сними 231 сцену која је требало да буде снимљена на другом месту, док чека да се време поправи. Епизода Битке код Красноја и њени повезани делови снимљени су у снегу, у којима је учествовало 2.500 совјетских војника, распоређених као статисти, који су носили француске и 500 руске униформе. Када су услови то омогућили, 3.000 војника из Карпатског војног округа поново је створило битку код Шенграберна код села Куштановица. Битка код Аустерлица снимана је у околини Сваљаве. Пошто је буџет био прекорачен због временских услова и проблема са филмским залихама, Бондарчук је морао да се уздржи од снимања неколико битака. 17. маја посада се вратила у престоницу.
Продуценти су 20. јула отишли у још једну експедицију, у Дорогобуж, како би снимили Бородинску битку и повезане делове радње. У самом Бородину није било могуће фотографисати, углавном због бројних споменика који се тамо налазе. 1. августа започели су радови. Сама битка је почела 25. августа 1963. године – 151. годишњице по јулијанском календару. 13.500 војника и 1.500 коњаника заменили су историјске војске. (Неколико извештаја у западној штампи наводи да је број војника који су учествовали износио 120.000, међутим, у интервјуу за National Geographic 1986, Бондарчук је изјавио: „То је претеривање, све што сам имао је 12.000.") Трупе је требало да се врате у своје базе после тринаест дана су на крају остале ангажоване три месеца. За пиротехнику је утрошено 23 тоне барута, којим је руковало 120 минера, и 40.000 литара керозина, као и 10.000 димних бомби. Ископано је десетине хиљада кубних метара земље да би се изградили земљани радови налик Багратионовим флчешима и редуту Раевског. Комплет је подељен на секторе, а постављен је систем звучника – по један за сваку област – како би директор могао да координише кретање трупа. Седница је завршена 4. новембра и Бондарчук се вратио у Москву.
Од краја децембра до средине јуна 1964, екипа је радила у студијима Мосфилма. Најважније, тамо је фотографисан Наташин дебитантски бал, са пет стотина статиста. Продуцентски тим је 15. јуна отишао у Лењинград, где се снимало у Музеју Ермитаж, Летњој башти, Петропавловској тврђави и на Васиљевском острву. По повратку у студио 7. јула, Бондарчука је изненада добио инструкцију својих претпостављених да напусти све друге послове и фокусира се на припрему прва два дела за Московски филмски фестивал 1965. године, супротно свим претходним нацртима и док су били далеко од завршетка. Током истог месеца, доживео је велики срчани застој и на кратко је био клинички мртав. Његове прве речи након што је дошао свести биле су: „Ако умрем, нека филм заврши Герасимов“. Снимање је одложено за крај септембра.
Упркос густом распореду, делове филма Андреј Болконски и Наташа Ростова су завршене и предати дирекцији Мосфилма 30. јуна 1965, мање од недељу дана пре фестивала. Њих двојица су своју светску премијеру имали 19. јула 1965. у Палати конгреса Кремља. Током јула, Бондарчук је доживео још један срчани удар: овог пута био је клинички мртав четири минута. Бели зид светлости који је Болконски видео пре своје смрти инспирисан је редитељским искуством.
Рад на преосталим епизодама 3. и 4. дела је настављен 9. августа. Током наредних месеци, екипа је снимала у Можајску, Тверу и Звенигороду. Последњи део радње које је екипа требала снимити било је пожар у Москви; Снимање је почело 17. октобра 1966. године. Четири месеца пре тога у селу Терјајево, поред Јосиф-Волоколамског манастира, изграђена је гарнитура од шперплоче. Цела конструкција, поливена дизел горивом, изгорела је до темеља док је пет ватрогасних возила стајало у близини. Главно снимање завршено је 28. октобра 1966. Студио је 28. децембра одобрио монтиран трећи део филма. Рад на четвртом и последњем настављен је до почетка августа 1967. године.

### Буџет
Године 1962, званичници Министарства културе проценили су да ће Рат и мир коштати око 4 милиона рубаља, не рачунајући цену подршку војске. Поређења ради, најскупљи совјетски филм до тада, Незаборавна 1919. година из 1952., коштао је 1,093 милиона  рубрља, по цени прилагођеној монетарној реформи из 1961. Рат и мир остаје најскупљи филм направљен у СССР-у.
Фуртсева је 20. марта 1962. одредила прелиминарни буџет од 1,395 милиона рубља. Министарство је 21. маја 1963. одобрило план серије у четири дела са буџетом од 8.165.200 рубља. Државни комитет за кинематографију је 25. августа 1964. године издао директиву којом се поново разматрају услови, овлашћујући да се потроши 8,5 милиона рубаља, од чега 2,51 милиона Рблс је требало да покрије трошкове Министарства одбране. Продуцент Николај Иванов се присећа: „Домаћа штампа је касније тврдила да је буџет био 18 милиона Рблс или 25 милиона Рблс, али су имали 8,5 милиона и успели да смање расходе на 7,8 милиона током главне фотографије.“
Пред крај процес постпродукције, укупна цена продукције процењена је на 8,083,412 рубљи. Ипак, у августу 1967, када је филм завршен, последња дуговања и кредити су заведене у књиге. Према финансијским извештајима, на филм је потрошено 8,291,712 рубљи." This was equal to $9,213,013 by the 1967 exchange rate или приближно 60-70 милиона долара, прерачунато према стопи инфлације валуте из 2021. године.
У међународној штампи кружиле су различите процене буџета серије. Њујорк тајмс је објавио да је то „најскупљи филм икада снимљен... Руси кажу да кошта 100 милиона долара." Ова цифра се понављала у америчкој штампи. Њујорк тајмс је проценио да је ова цифра еквивалентна 700 милиона долара, након прилагођавања инфлације на ниво из 2007. године, што је поново устврђено 2019. године. Након објављивања у Уједињеном Краљевству 1969. године, The Annual Register је објавио да је филм наводно коштао 40 милиона фунти (96 милиона долара). Гинисова књига светских рекорда из 1979. године објавила је сличну цифру, тврдећи да је Рат и мир „најскупљи филм икада снимљен” на основу тога да је „укупни трошак званично износио више од 96 милиона долара”. Друге оцене наводе могућу цену коштања продукције између 25 и 60 милиона долара.

## Пријем

### Дистрибуција
Дистрибуција (заједно са приказивањем и каснијим чувањем) овако масивног дела представљала је физичке потешкоће. Великих 20 канистера филмских ролни чинило је транспорт филма физички компликованим за реализацију.
Андреј Болконски је приказан у два узастопна дела, објављен у укупно 2.805 примерака у марту 1966. У петнаест месеци након тога, први је продао 58,3 милиона карата у СССР-у, а 58 милиона гледалаца је остало у паузи. Тако је Болконски постао најуспешнији филм године. Односно, његова два дела су такође 26. и 27. најгледанија међу свим сликама икада направљеним у Совјетском Савезу. Наташа Ростова, која је отворена у јулу са 1.405 дистрибуираних примерака, имала је слабије резултате и привукла је 36,2 милиона гледалаца у истом временском периоду, достигавши треће место на благајнама из 1966. иако би било девето ако се рачуна 1967. године. Пријаве за два последња дела су се додатно погоршале: 1812, са 1.407 издатих примерака, имао је 21 милион уписа, а Пјер Безухов је продао само 19,8 милиона карата; стигли су до 13. и 14. места по гледаности на благајнама из 1967. године.
Руски филмски критичар Сергеј Кудрјавцев оценио је да су домаћи приходи остварења „вероватно у распону“ од 58 милиона рубљи, док је Раззаков претпоставио да свака карта кошта просечну цену од 25 копејки. Са укупно око 135 милиона продатих карата, Рат и мир се у то време сматрао изузетним комерцијалним успехом.
Серија је приказана у 117 земаља широм света, укључујући Шпанију, Јапан, Западну Немачку, Данску, Белгију, Египат и Аргентину. У Источној Немачкој, државни ДЕФА студио произвео је нешто краће издање серије, синхронизовано на немачки, које је трајало 409 минута и задржаним наративним редоследом из совјетског оригинала. Између осталих, у њему је била и Ангелица Домросе, која је дала глас Лизи Болконској. Привукао је 2.225.649 гледалаца у Немачкој Демократској Републици. У Западној Немачкој је објављена много краћа верзија, укупно 337 минута. У Народној Републици Пољској продао је преко 5.000.000 биоскопских улазница 1967. године. У Француској, Рат и мир је имао 1.236.327 продатих улазница.
Компанија Валтера Рид Млађег Continental Distributor купила је америчка права за приказивање Рата и мира за 1,5 милиона долара. Ридови сарадници су америчку верзију филма скратили за сат времена, а додали су и синхронизацију на енглески језик. Ово издање режирао је Ли Кресел а наратор је био Норман Роуз. Њена премијера одржана је у Демил театру у Њујорку 28. априла 1968. године, а присуствовале су јој глумице Људмила Савељева и Ирина Скобцева, као и совјетски амбасадори Анатолиј Добрињин и Јаков Малик. Карте су касније продаване по цени од 5,50 до 7,50 долара – што је највећа цена за биоскопску улазницу икада, чиме је оборен претходни рекорд Смешне девојке од 6 долара. Креселово издање отворено је 23. јануара 1969. у лондонском биоскопу Цурзун.
Америчка телевизијска мрежа ABC емитовала је Рат и мир током четири дана, 12–15. августа 1972. Серија је емитована на BBC Two на Божић 1976. године, подељена у два дела од по 4 сата са паузом од 30 минута.

### Награде
У јулу 1965, Рат и мир је освојио Гран при на 4. Московском међународном филмском фестивалу заједно са мађарским филмом Двадесет сати . Људмили Савељевој је уручена почасна диплома. Читаоци часописа Советскии Екран, званичног издања Државног комитета за кинематографију, изабрали су Савељеву и Вјачеслава Тихонова за најбољу глумицу и глумца 1966. године, у знак признања за њихово појављивање на слици. Исте године, Рат и мир је добио и награду Million Pearl Асоцијације филмских у Јапану.
Године 1967, филм је селектован на Кански фестивал 1967, ван такмичарске конкуренције. Изабран је за фестивал уместо Андреја Рубљова Андреја Тарковског, који су организатори фестивала желели да прикажу, али га је совјетска влада сматрала неприкладним.
У Сједињеним Државама, освојио је награду Златни глобус за најбољи филм на страном језику на 26. додели Златних глобуса. Рат и мир је био совјетски кандидат на 41. додели Оскара, одржаној 14. априла 1969. Добио је Оскара за најбољи филм на страном језику и био је номинован за најбољу уметничку режију.
Рат и мир је био први совјетски филм који је освојио Оскара за најбољи филм на страном језику и био је најдужи филм који је икада добио Оскара док O.J.: Made in America није освојио Оскара за најбољи документарни дугометражни филм 2017. Статуету Оскара су совјетске власти конфисковале по повратку (вероватно уз статуету Златни глобус).
Такође је освојио награду Националног одбора за рецензију за најбољи филм на страном језику и награду круга филмских критичара Њујорка за најбољи филм на страном језику за 1968.
Године 1970. номинован је за награду БАФТА за најбољу сценографију на 23. филмској додели Британске академије.

### Критика
Совјетски филмски критичар Ростислав Јурењев написао је да је Рат и мир „најамбициознија и најмонументалнија адаптација највећег дела руске књижевности […] која је имала за циљ да у огромном обиму пренесе историјску концепцију Лава Толстоја, његов изузетно живописан и дубок приказ човечанства." У другој рецензији је додао: „жеља за све већом дубином продирања у људски карактер, у сваки његов аспект […] довела је до адаптације Толстоја од Сергеја Бондарчука. Исход је заиста фантастичан.“
Рецензент Frankfurter Allgemeine Zeitung Брижит Џерамајас изјавила је да је филм представио историју „са великом прецизношћу и кореографским квалитетом […]. Ово је конзервативан, романтичан или можда чак класичан историјски филм […]. Али тежи аутентичности, па је стога неупоредиво боља од Видорове адаптације (исте књиге).“
Француски критичар Жорж Садул је прокоментарисао: „више него у обиму сцена битака“, „заслуга филма лежи у његовом осећају за руски пејзаж“, да наставим: „Иако је можда импресиван пример филмслског стваралаштва великих размера, " био је "тежак по било ком стандарду" и заморно веран роману, без никаквог његовог наративног духа или духа [...]. Повремене бравуре или дирљиве епизоде нису исто што и упорна педантност.“ Клод Мориак је написао у Le Figaro littéraire да смо „већ видели многе совјетске филмове […]. Али ово је најлепше што сам видео од, па, од када?" Питер Кауви је приметио да је Бондарчук у своју адаптацију донео „епски замах који је избегао Видору“. Џозеф Гелмис из Невсдаиа се сложио да је филм „супериорни [од Видоровог] као драма и спектакл. Бондарцхук није иноватор. Уместо тога, он користи скоро сваку постојећу филмску технику ... антиратни филм који слави живот, љубав, обнову."
Рената Адлер из Њујорк тајмса написала је да су „ликови – укључујући Савељеву […] која изгледа мало мучно, и Бондарчука, престарог да би играо Пјера – су шаљиви аутомати.“  Она је додала да је филм „вулгаран у смислу да узима нешто велико и чини га претенциозним и лишеним живота […]. Неуспех у смислу да није чак ни толико пријатан као било који број мањих филмова.“ Адлер такође није одобравао енглеску синхронизацију, рекавши „иако је изванредно – спољна граница онога што се може учинити – то је била грешка“ и „једном заувек доказује бескорисност синхронизације.“  Критичарка Њујоркера Пенелопе Гилијат такође је осудила процес: „Одлука да се прибегне гласовима ванземаљаца изгледа као лудост“. Џудит Крист је написала у Њујорк Магазину: „Ти Руси…! А сада, кладим се да ће нас победити у трци до Месеца! Проклет био шовинизам – Прохујало са вихором стављам у историјску перспективу и на друго место, јер свакако Рат и мир није само […] најбољи еп нашег времена, већ и велики и племенити превод књижевног ремек-дела, који превазилази наша очекивања и машту.“
Рецензент часописа Тиме написао је да филму „не достиже величанственост, осим по цени и дужини […] филм је сјајан у делу који приказује рат и малодушан у сценама из периода мира“. У роману, за разлику од аудиовизуелног остварења, „рат је само позадина причи […]. Пјер и Андреј су само плитке, дословне представе Толстојевих ликова […]. Штавише, синхронизација је погубна.“ Ричард Шикел из Лајфа је приметио да су амерички дистрибутери филма „скратили и синхронизовали филм, упропастивши сваку заслугу коју је можда имао“, али оригинал „има своје недостатке […]. Недостаје Толстојева теорија историје, као и његова хришћанска порука (ни једно ни друго не одговара марксистичкој теорији), а без ове основе филму недостаје снага и сврха.“ Роџер Иберт је прокоментарисао да је то „величанствено јединствен филм […]. Бондарчук је, међутим, у стању да уравнотежи спектакуларно, људско и интелектуално. Чак и у најдужим, најкрвавијим сценама битке постоје вињете које се истичу […]. То је онолико спектакуларно колико филм може бити, а ипак има људску пуноћу.“
Веб локација за прикупљање рецензија Rotten Tomatoes извештава да је 100% од 19 рецензија било позитивно, са просечном оценом од 8,97/10.

### Анализа
Иан Аиткен је сматрао Рат и мир „један од најважнијих“ филмова насталих током транзиције од Хрушчовљеве одмрзавања у Брежњевску стагнацију 1964–68. У том периоду још се осећала либерална атмосфера одмрзавања, иако је била маргинализована како је совјетска кинематографија постала суздржанија. Слика је „одступила од званично одобрених форми социјалистичког реализма“ и у више аспеката била је у складу са моделом интензивног тоталитета Ђерђа Лукача: заснована је на класичном реалистичком роману који је и сам утицао на Лукача; имао сложену структуру заплета, и приказивао је односе појединаца у друштвеном контексту. Аиткен је додао да је слика истовремено користила неколико „отворено модернистичких“ техника: „симболичка, антиреалистичка употреба боје […] бестелесни говор, брза монтажа […] рефлексивна, ручна камера“. Аутор је веровао да је „главни значај“ филма у демонстрацији како „лукасовском моделу интензивног тоталитета може да се да успешно модернистичко преобликовање“. Он је такође приметио да иако је био пример критичког реализма, а не социјалистичког реализма и да је имао модернистичке карактеристике, Рат и мир је био „довољно политички безазлен“ да би га влада Брежњева славила као велико достигнуће.
Лев Анински је на Бондарчуков рад гледао као на симбол државно одобрене кинематографије, пишући да је то „антитеза“ и „потпуни контраст“ Андреју Рубљову, за који је видео да представља неконформистички приступ у овој области. Анински је прокоментарисао да је Рат и мир прожет патриотским мотивима и „топлом руском традицијом, која обузима гледаоца“, док Тарковски није имао осећај за „историју као да је мајчина материца“. Мира и Антонин Лим сматрали су га „највећим“ међу раним режњевским филмовима који су добили „званичну подршку“ како би „руске класике […] и историју приказали на екран на начин у складу са званичним стандардима укуса“. Додали су, међутим, да „ако се мери по моделима и амбицијама” може „стајати по својим заслугама”.
Давид Ц. Гилеспи је забележио ортодоксне совјетске поруке у филму: „Постоје идеолошки додири […]. Руски и аустријски војници (али не и њихови официри) показују пролетерску солидарност […]. У филму се не помиње Пјерово рано кокетирање са слободним зидарством, као да би контакт са страним вероисповестом могао нарушити део његове рускости."

### Рестаурација
Године 1986. од Бондарчука је затражено да припреми Рат и мир за телевизијско емитовање. Копија дела на траци 35 милиметара, која је снимана паралелно са главном верзијом и имала је однос страница 4:3 (стандардан телевизијски формат), а не 70 мм. 2,20:1, поднет је, након што га је прилагодио тим на челу са Петрицким.
Године 1999., као део иницијативе за рестаурацију класика, Мосфилм је одлучио да обнови Рат и мир. Као оригинални 70-мм. колути су оштећени без поправке, студио је користио верзију 4:3 из 1988. и оригиналну музику да направи ДВД издање, у процесу који је коштао 80.000 долара.
Године 2006. Карен Шахназаров, директор Мосфилма, најавио је да се ради нова рестаурација кадар по кадар. Нејасно је који су елементи коришћени, али би рестаурација, тврди Шахназаров, вероватно била готова до краја 2016. године.
Завршена рестаурација је прво приказана у Филмском друштву Линколн центра у Њујорку, затим у Лос Анђелесу и другим већим градовима. The Criterion Collection објавила је рестаурацију на ДВД-у са 3 диска и Блу-раи сетовима са 2 диска 25. јуна 2019.